# Pokkén Tournament
Pokkén Tournament is een computerspel ontwikkeld en uitgegeven door Bandai Namco Studios als arcadespel in Japan op 16 juli 2015. In 2016 en 2017 verschenen versies voor respectievelijk de Wii U en Switch die zijn uitgegeven door Nintendo.
Het spel combineert gameplay van de Tekken-serie met personages uit de Pokémon-serie. De naam Pokkén is een mengwoord van Pokémon en Tekken.

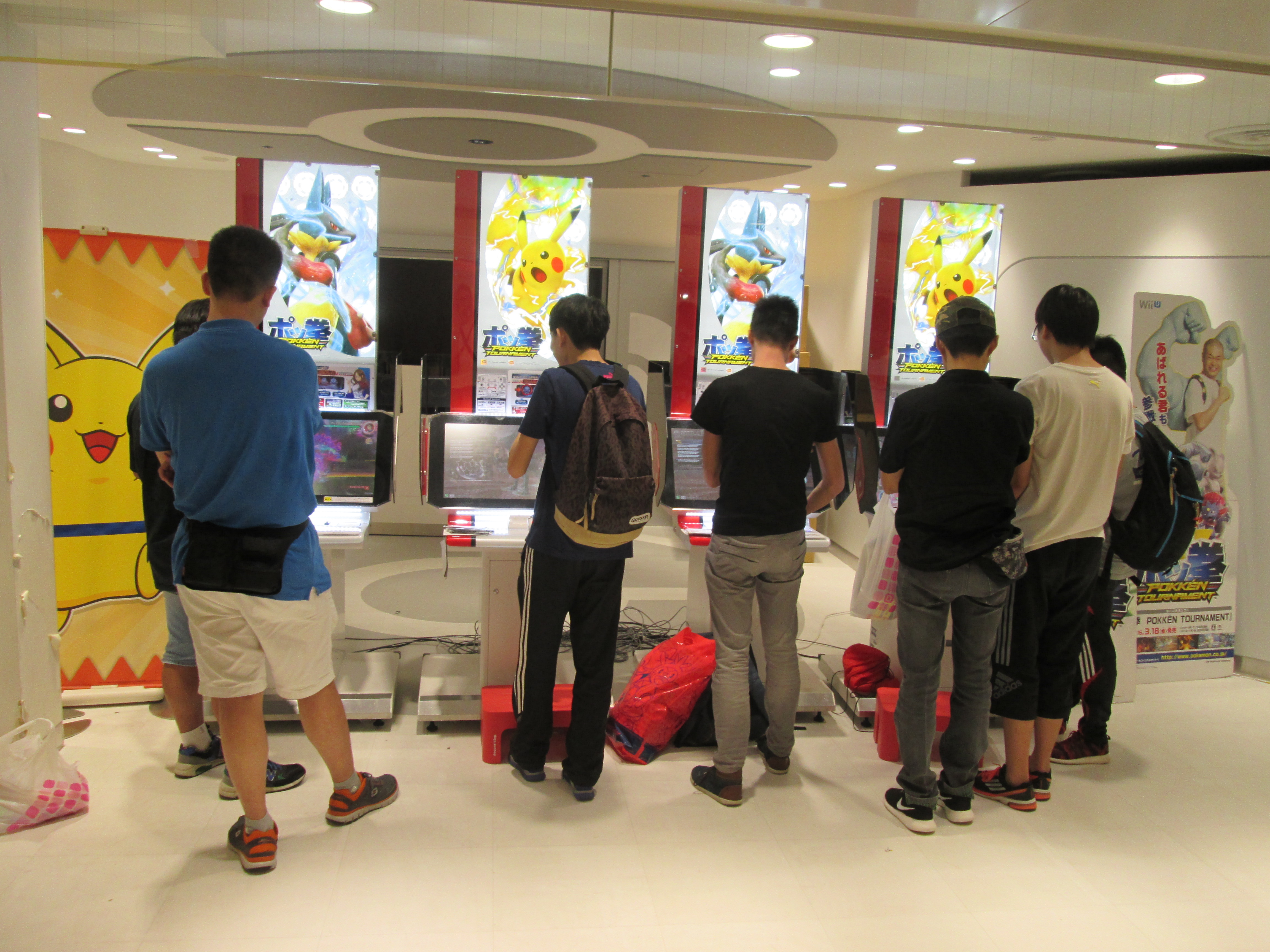
Spelers in Tokio.

## Spel
In het vechtspel moeten twee personages het tegen elkaar opnemen door het gebruiken van verschillende Pokémon. De gameplay wisselt daarbij tussen twee spelmodi waarin Pokémon vrij kunnen bewegen ("Field Phase") en waarin de Pokémon bewegen ten opzichte van elkaar ("Duel Phase").
Spelers kunnen speciale bewegingen uitvoeren en gebruik maken van zogenaamde 'Mega Evolutions' die verkregen kunnen worden door het uitvoeren van aanvallen. Ook kunnen er extra Pokémon als ondersteuning worden toegevoegd, om zo voordelen in het gevecht te krijgen.
In het spel zijn 23 verschillende speelbare Pokémon aanwezig. In de arcade- en Wii U-versie ontbreken enkele personages, zoals Aegislash, Blastoise, Decidueye en Scizor.

## Ontvangst
| Recensiescore             | Recensiescore      |
| Recensieverzamelaar       | Score              |
| ------------------------- | ------------------ |
| Metacritic                | 76% (WIU) 79% (NS) |
| Publicist                 | Score              |
| Destructoid               | 7,5                |
| Electronic Gaming Monthly | 7 (WIU) 3/5 (NS)   |
| Game Informer             | 7 (NS)             |
| GameSpot                  | 9 (NS)             |
| IGN                       | 8                  |

Pokkén Tournament ontving positieve recensies. In de eerste week na lancering verkochten zowel de Wii U- en Switch-versie uitzonderlijk goed, en zorgde als bijeffect voor extra verkochte spelcomputers in die week.
In maart 2018 werd bekend dat het spel in totaal ruim een miljoen keer is verkocht.
Op aggregatiewebsite Metacritic heeft het spel een verzamelde score van 76% voor de Wii U-versie en 79% voor de Switch-versie.